# Compsapoderus continentalis
Compsapoderus continentalis es una especie de coleóptero de la familia Attelabidae.

## Distribución geográfica
Habita en China y Corea.